# Вайль, Соломон Самуилович
Соломон Самуилович Вайль (1 октября 1898, Москва — 19 августа 1979, Ленинград) — советский учёный-патологоанатом, доктор медицинских наук, профессор.

## Биография
Сын купца 1-й гильдии Самуила Залмановича Вайля и Любови Константиновны (Блюма Кивовна Берлинроут) родился в Москве 1 октября 1898 года.
В 1915 году окончил 2-е Московское реальное училище, в 1919 году — медицинский факультет Московского университета. Был военным врачом Красной армии в годы гражданской войны (1919—1922).
С 1922 года — аспирант при кафедре патологической анатомии Московского университета под руководством А. И. Абрикосова; затем — ассистент, доцент кафедры. Одновременно работал научным сотрудником Института кожного туберкулёза (1925—1931) и научным сотрудником патологоанатомической лаборатории Института химической обороны РККА (1926—1931).
В 1931—1939 годы заведовал кафедрой патологической анатомии 2-го Ленинградского медицинского института; одновременно заведовал кафедрой патологической анатомии 3-го Ленинградского медицинского института (1932—1940) и был главным патологоанатомом Ленгорздравотдела; профессор с 1931 года.
В 1940—1956 годы — начальник кафедры патологической анатомии Военно-морской медицинской академии; одновременно — главный патологоанатом Военно-Морского Флота. В 1956—1960 годах — профессор кафедры патологической анатомии Военно-медицинской академии.
С 1960 года, выйдя в отставку в звании полковника медицинской службы, работал патологоанатомом в больнице «В память 25 октября» (Ленинград).
Член правления, почётный член Всесоюзного научного общества патологоанатомов; председатель Ленинградского научного общества патологоанатомов. Член правления Всесоюзного и Ленинградского обществ кардиологов. Член редакционного совета журнала «Архив патологии», редактором редакционного отдела «Патология и морфология» 2-го издания Большой медицинской энциклопедии.
Умер 19 августа 1979 года от кровоизлиянии в мозг. Похоронен на Красненьком кладбище Санкт-Петербурга.

«…человек чрезвычайно способный, весьма эрудированный, обладавший филигранной техникой морфологического исследования, яркий и едкий оратор — между прочим, феноменальный рассказчик анекдотов, притом в неисчерпаемом количестве и всегда удивительно к месту», — описывает его в конце 1930-х А. Л. Мясников.

Был награждён орденами Трудового Красного Знамени, Красной Звезды, медалями.

## Научная деятельность
С. С. Вайль — автор 284 работ, в том числе около 30 монографий, посвящённых проблемам кардиологии.
По совокупности научных работ был удостоен учёной степени доктора медицинских наук.
С. С. Вайль доказал, что вирусы гепатита вызывают тяжёлые внепечёночные поражения, в частности, поражение поджелудочной железы. Он был также автором фундаментальных работ, посвящённых миокардиодистрофии. Он Впервые описал патологоанатомическую картину поражений, вызываемых боевыми отравляющими веществами.

## Семья
Жена — Анна Михайловна.
Сын — Юрий Соломонович Вайль, заведующий кафедрой медицинской физики Военно-медицинской академии им. С. М. Кирова в 1960—1974 годах.